# 趙麟徹
趙 麟徹（チョ・インチョル、朝: 조 인철、英: Cho In-Chul、1976年3月4日 - ）は、韓国出身の柔道選手。忠清北道清州市出身。階級は81kg級。身長180cm。

## 人物
龍仁大学校出身。1995年に福岡で開催されたユニバーシアード決勝ではポイントの取り合いの末に日本の窪田和則に裏投で敗れたが、その際に礼をせず、相手との握手も拒否してそそくさと畳から立ち去った。1996年アトランタオリンピックでは尹東植を押しのけて代表となるが、準決勝で日本の古賀稔彦に警告と巴投で有効を取られて敗れた。この試合では寝技の攻防の際に古賀の手に噛み付いたという。この時もまともに礼をせず、さらに相手と握手もせずに畳から立ち去る態度を取った。1997年の世界選手権では決勝でフランスのジャメル・ブーラを技有りで破って優勝した。1999年の世界選手権では3位に終わった。2000年シドニーオリンピックでは決勝で日本の瀧本誠に袖釣込腰で有効を取られて敗れたが、この際にはきちんと礼をして相手との握手に応じた。また、表彰式では優勝した瀧本に対して拍手も送った。2001年の世界選手権では、決勝でエストニアのアレクセイ・ブドリンを掬投で破って2度目の優勝を果たした。
引退後はスポーツ心理学で博士号を取得して、現在は龍仁大学校の教授を務めている。

## 不正行為の容疑を受けて
2015年には韓国の警察庁知能犯罪捜査隊が、全国体育大会への不正な選手派遣や公金横領、八百長などの数々の不正行為を働いた疑いで、韓国柔道界の関係者40名ほどを在宅で立件することになった。その中でも特に悪質なケースとして、龍仁大学校の教授を務める趙の名が挙がっている。それによれば趙は、柔道競技指導学科長であった2012年に選手の奨学金や大学の資金など8000万ウォン（約890万円）を横領して、その分を株式投資や遊興費に充てていたという。それに対して趙は、横領したとされる資金は、「山参」と呼ばれる貴重なオタネニンジンを選手に支給するための購入資金として充てたと弁明した。しかしこの件に関しては、虚偽の領収証を知り合いの助けで作成していたことがすでに明らかになっている。さらには、横領の事実を隠蔽するために韓国代表選手4名に虚偽の陳述をさせた容疑も浮上している。横領容疑で捜査対象となったことで、就任していた韓国代表チームの監督を辞任することになった。一方で、大韓柔道会の会長を務めていたナム・ジュンヒョンは2015年6月に会長を辞任した。ナムは2014年9月に仁川で開催されたアジア大会において、入館証を持たない知人3名を柔道会場に入れようとして警備関係者と揉み合いになった際に、「ここでは俺が王だ。柔道会の会長は試合を中断させることだってできる」と喚き出すと、駆けつけた警官らにもさらなる暴言を吐いて、侮辱容疑で告訴された。さらに、2015年6月には「全国実業柔道最強戦」後の夕食会で中高柔道連盟会長のAに対して『ひざまずけ』と強要するも、拒否されたことに立腹して、Aに暴行を加えたことで告訴されていた。なお、趙は監督を辞任後も公金横領ではなく個人の後援金によるものだと潔白を主張し続けると、ソウル中央地検は2016年3月にこの件に関して不起訴処分とすることに決定した。これにより、監督への復帰が可能となった。

## 主な戦績
- 1992年 - 国際高校柔道選手権大会　2位
- 1994年 - 世界ジュニア　2位
- 1995年 - ユニバーシアード　2位
- 1995年 - アジア選手権　2位
- 1996年 - フランス国際　3位
- 1996年 - アトランタオリンピック　3位
- 1996年 - アジア選手権　2位
- 1996年 - 世界学生　優勝
- 1997年 - フランス国際　優勝
- 1997年 - 世界選手権　優勝
- 1998年 - アジア大会　優勝
- 1999年 - 世界選手権　3位
- 2000年 - シドニーオリンピック　2位
- 2001年 - フランス国際　2位
- 2001年 - 東アジア大会　優勝
- 2001年 - 世界選手権　優勝
- 2001年 - グランプリ・モスクワ　3位

(出典、JudoInside.com)。